# Вели Дол
Вели Дол је насељено место у саставу града Краљевице у Приморско-горанској жупанији, Република Хрватска.

## Историја
До територијалне реорганизације у Хрватској налазио се у саставу старе општине Ријека.

## Становништво
На попису становништва 2011. године, Вели Дол је имао 195 становника.

## Попис1991.
На попису становништва 1991. године, насељено место Вели Дол је имало 208 становника, следећег националног састава:
| Попис 1991.‍  | Попис 1991.‍  | Попис 1991.‍ | Попис 1991.‍ | Попис 1991.‍ |
| ------------ | ------------ | ----------- | ----------- | ----------- |
|              |              |             |             |             |
| Хрвати       | Хрвати       |             | 182         | 87,50%      |
| Срби         | Срби         |             | 8           | 3,84%       |
| Југословени  | Југословени  |             | 3           | 1,44%       |
| Немци        | Немци        |             | 1           | 0,48%       |
| Чеси         | Чеси         |             | 1           | 0,48%       |
| неопредељени | неопредељени |             | 6           | 2,88%       |
| регион. опр. | регион. опр. |             | 7           | 3,36%       |
| укупно: 208  |              |             |             |             |